# Soslan Frajew
Soslan Frajew (russisch Сосла́н Миха́йлович Фра́ев, ossetisch Фрайты Михаилы фырт Сослан; * 15. März 1970) ist ein ossetischer ehemaliger Ringer und Europameister 1994 im freien Stil im Halbschwergewicht, der für Russland und Usbekistan startete.

## Werdegang
Soslan Frajew ist ein Nordossete aus Beslan. Er begann dort als Jugendlicher mit dem Ringen und entwickelte sich zu einem hervorragenden Freistilringer. Ende der 1980er Jahre wurde er zu Dynamo Wladikawkas delegiert. Nach dem Zerfall der Sowjetunion starteten die ossetischen Ringer fast ausnahmslos für Russland. Auch Soslan Frajew hielt es so. Da in seiner Gewichtsklasse aber sein ossetischer Landsmann Maharbeg Kadarzew stand, der damals der beste Freistilringer der Welt in seiner Gewichtsklasse war, kam Soslan bei internationalen Meisterschaften kaum zum Einsatz. Er zog daraus die Konsequenzen und startete ab 1996 für Usbekistan. Dort wurde er von Trainer Akhroh Ruziew betreut.
Bei einem seiner wenigen Starts für Russland bei der Europameisterschaft 1994 in Rom zeigte er sein Können und wurde mit fünf Siegen Europameister. Er bezwang dabei Josef Lohyna aus Tschechien und Eldari Luka Kurtanidse aus Georgien.
Bei seinen Einsätzen für Usbekistan konnte Soslan bei den Weltmeisterschaften 1997, 1998 und 1999 keine Medaillen gewinnen. Dies gelang ihm aber bei den Asienspielen 1998 in Bangkok und bei den Asien-Meisterschaften der Jahre 1997, 1999 und 2000. 1997, 1998 und 1999 belegte er jeweils den dritten Platz und im Jahre 2000 sogar der 2. Platz.
Nach den letzten Asien-Meisterschaften 2000, für die Olympischen Spiele 2000 in Sydney hatte er sich nicht qualifizieren können, trat er vom aktiven Ringersport zurück und machte eine Trainerausbildung. Am 1. September 2004 war er bei dem  Überfall tschetschenischer Terroristen auf eine Schule in Beslan, bei dem es viele Tote gab, einer der ersten, der in die Schule stürmte und mehrere Kinder aus der besetzten Schule rettete. Sein Bruder wurde dabei von den Terroristen erschossen.

## Internationale Erfolge
(WM = Weltmeisterschaft, EM = Europameisterschaft, alle Wettbewerbe im freien Stil, Mittelgewicht, damals bis 85 kg, Hs = Halbschwergewicht, bis 1996 bis 90 kg, danach bis 97 kg Körpergewicht)
| Jahr | Platz | Wettbewerb                            | Gewichtsklasse | |
| 1994 | 1.    | EM in Rom                             | Halbschwer     | vor Wladimir Matuschenko, Belarus, Josef Lohyna, Tschechien, Robert Kostecki, Polen, Peter Bacsa, Ungarn und Eldari Luka Kurtanidse, Georgien                  |
| 1994 | 3.    | Goodwill-Games                        | Halbschwer     | hinter Maharbeg Kadarzew, Russland und Melvin Douglas, USA und vor Eldari Luka Kurtanidse, Wladimir Matuschenko und Ingo Manz, BRD                             |
| 1996 | 6.    | Asien-Meisterschaft in Xiaoshan/China | Halbschwer     | hinter Rasoul Khadem, Iran, Islam Bajramukow, Kasachstan, Tatsuo Kawai, Japan, Kim Ik-Her, Südkorea und Qu Zhongdong, China                                    |
| 1996 | 3.    | World Cup in Teheran                  | Halbschwer     | hinter Kuramagomed Kuramagomedow, Russland und Abdolreza Karegar, Iran und vor Miguel Molina Dominguez, Kuba                                                   |
| 1997 | 3.    | Asien-Meisterschaft                   | Mittel         | hinter Alireza Heidari, Iran und Mo Yang-Hyun, Südkorea und vor Alexander Maskow, Kirgisistan und Tatsuo Kawai                                                 |
| 1997 | 7.    | WM in Krasnojarsk                     | Mittel         | hinter Leslie Gutches, USA, Eldar Assanow, Ukraine, Alireza Heidari, Chadschimurad Magomedow, Russland, Yoel Romero, Kuba und Mogamed Ibragimov, Aserbaidschan |
| 1998 | 11.   | WM in Teheran                         | Halbschwer     | Sieger: Abbas Jadidi, Iran vor Marek Garmulewicz, Polen und Kuramagomed Kuramagomedow                                                                          |
| 1998 | 3.    | Asien-Spiele in Bangkok               | Halbschwer     | hinter Abbas Jadidi und Dolgorsürengiin Sumjaabadsar, Mongolei und vor Islam Bajramukow und Hiroshi Kosuge, Japan                                              |
| 1999 | 3.    | Asien-Meisterschaft in Taschkent      | Halbschwer     | hinter Alireza Heidari und Islam Bajramukow und vor Yosuke Imamura, Japan und Han Tinghai, China                                                               |
| 1999 | 11.   | WM in Ankara                          | Halbschwer     | Sieger: Sagid Murtazaliew, Russland vor Alireza Heidari und Marek Garmulewicz                                                                                  |
| 2000 | 2.    | Asien-Meisterschaft in Guilin/China   | Halbschwer     | hinter Islam Bajramukow und vor Mohammad Javad Rasekhi, Iran, Mohammed Bashir, Pakistan und Nikolai Schykrow, Kirgisistan                                      |